# Mrs Beeton's Book of Household Management
Mrs Beeton's Book of Household Management är en bok av Isabella Beeton, som fungerade som guide till hur man drev ett hushåll i det viktorianska Storbritannien. Den kallades först "Beeton's Book of Household Management", i enighet med hennes andra liknande böcker.
Den utkom 1861, men delar hade publicerats tidigare. 1868 hade den sålts i över 60 000 exemplar.

### Fotnoter
1. ↑  Oxford University Press